# Перелік мостів Дніпра
Перелік мостів Дніпра — список мостів міста Дніпро.
У Дніпрі діє п'ять мостів через річку Дніпро; один, пішохідний — на Монастирський острів і два — через ліву притоку Дніпра, Самару (Самарський та Усть-Самарський). Мости наведено в порядку їх відкриття.
| Мости Дніпра                            |                                         |                   |         |        |        |                                                  |
| Назва                                   | Фото                                    | Дата відкриття    | Довжина | Ширина | Висота | Тип                                              |
| Старий (Амурський) міст                 | Амурський міст                          | 18 травня 1884    | 1 395 м | 15,5 м | н/д    | Двоярусний автомобільно-залізничний міст         |
| Мерефо-Херсонський міст                 | Мерефо-Херсонський міст                 | 21 грудня 1932    | 1 610 м | н/д    | н/д    | Залізничний міст                                 |
| Самарський міст                         |                                         | 1957              | н/д     | н/д    | н/д    | Автомобільно-залізничний міст                    |
| Центральний міст                        | Центральний міст                        | 5 листопада 1966  | 1 478 м | 21 м   | н/д    | Автомобільний міст                               |
| Усть-Самарський міст                    |                                         | 1981              | н/д     | н/д    | н/д    | Автомобільний міст                               |
| Кайдацький міст                         | Кайдацький міст                         | 10 листопада 1982 | 1 732 м | н/д    | н/д    | Автомобільний міст, три смуги руху в обидва боки |
| Південний міст                          | Південний міст                          | 21 грудня 2000    | 1 248 м | 22 м   | н/д    | Автомобільний міст                               |
| Безіменний міст на Монастирський острів | Пішохідний міст на Монастирський острів | 1950-ті           | 120 м   | н/д    | н/д    | Пішохідний міст                                  |

н/д — немає даних